# Barnard (månekrater)
Barnard er et nedslagskrater på Månen. Det befinder sig på Månens forside nær den østlige rand og er opkaldt efter den amerikanske astronom Edward E. Barnard (1857 – 1923).
Navnet blev officielt tildelt af den Internationale Astronomiske Union (IAU) i 1963. 

## Omgivelser
Barnard er forbundet med den sydøstlige rand af det store Humboldtkrater, og Abelkrateret ligger i retningen stik syd. Mod nordøst ligger Curiekrateret, mens Mare Australe ligger i retning mod sydøst. 

## Karakteristika
Barnardkrateret er blevet omformet og forstyrret af nedslag i nærheden. Dets indre er irregulært, med et indhak i den sydvestlige rand og forrevne formationer, især i den sydlige halvdel. Et par ens småkratere ligger nær midten af kraterbunden.

## Satellitkratere
De kratere, som kaldes satellitter, er små kratere beliggende i eller nær hovedkrateret. Deres dannelse er sædvanligvis sket uafhængigt af dette, men de får samme navn som hovedkrateret med tilføjelse af et stort bogstav. På kort over Månen er det en konvention at identificere dem ved at placere dette bogstav på den side af satellitkraterets midte, som ligger nærmest hovedkrateret. Barnardkrateret har følgende satellitkratere:
| Barnard | Længde  | Bredde  | Diameter |
| ------- | ------- | ------- | -------- |
| A       | 31,8° S | 84,5° Ø | 13 km    |
| D       | 31,4° S | 89,3° Ø | 47 km    |

## Måneatlas
- Billeder af Barnardkrateret i LPI-måneatlasset